# مالك حسون
 مالك إبراهيم حسون (مواليد 10 يونيو 1975) هو لاعب كرة قدم لبناني، يلعب حاليًا مع نادي الأنصار ويرتدي القميصرقم 10، انضم إلى النادي في عام 1996، وقد سجل 33 هدفاً في 259 مباراة، مثل بلده لبنان منذ 1997 وحتى 2004، وكان عضواً في الشباب غزية، قبل أن ينتقل إلى نادي الأنصار.

## الأنصار

### أوليات
- التوقيع: 5 أبريل 1997
- الظهور الأول: هومن بيروت 2 - 2 الأنصار (5 آب/أغسطس 1997)
- الهدف الأول: الوحدة (اليمن) 0 - 2 الأنصار (21 سبتمبر 1997)

### المباريات
- الدوري اللبناني الممتاز : 161 مباراة
- كأس الاتحاد اللبناني : 35 مباراة
- أخرى: 63 مباراة
- المجموع: 259 مباراة

## روابط خارجية
- مالك حسون على موقع ناشيونال فوتبول تيمز (الإنجليزية)
- مالك حسون على موقع كووورة
- مالك حسون على فرق كرة القدم الوطنية.كوم
- ملف مالك في موقع أنصرفان العربي (Arabic)